# Eurya emarginata
Eurya emarginata là một loài thực vật có hoa trong họ Pentaphylacaceae. Loài này được (Thunb.) Makino mô tả khoa học đầu tiên năm 1904.

## Hình ảnh

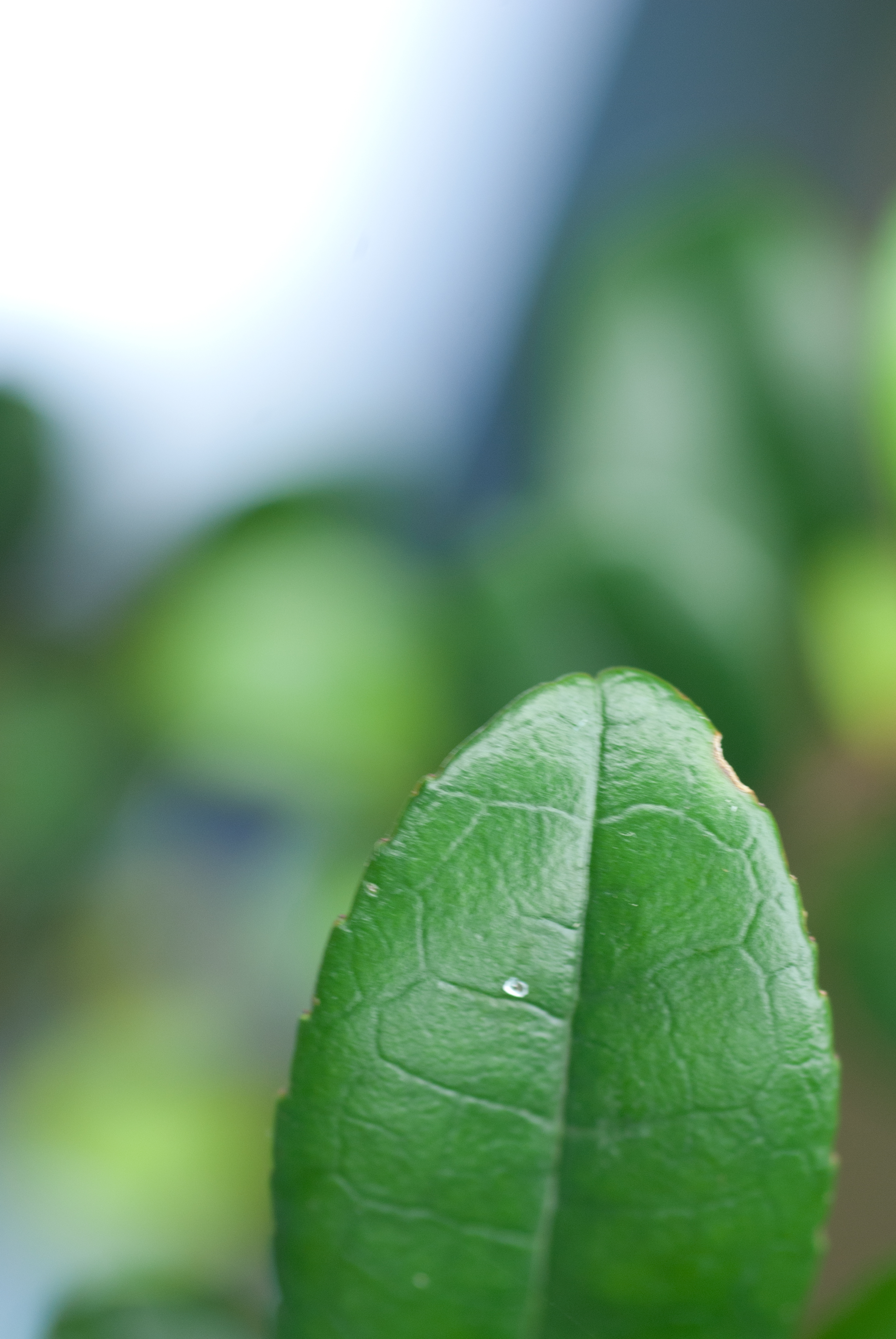
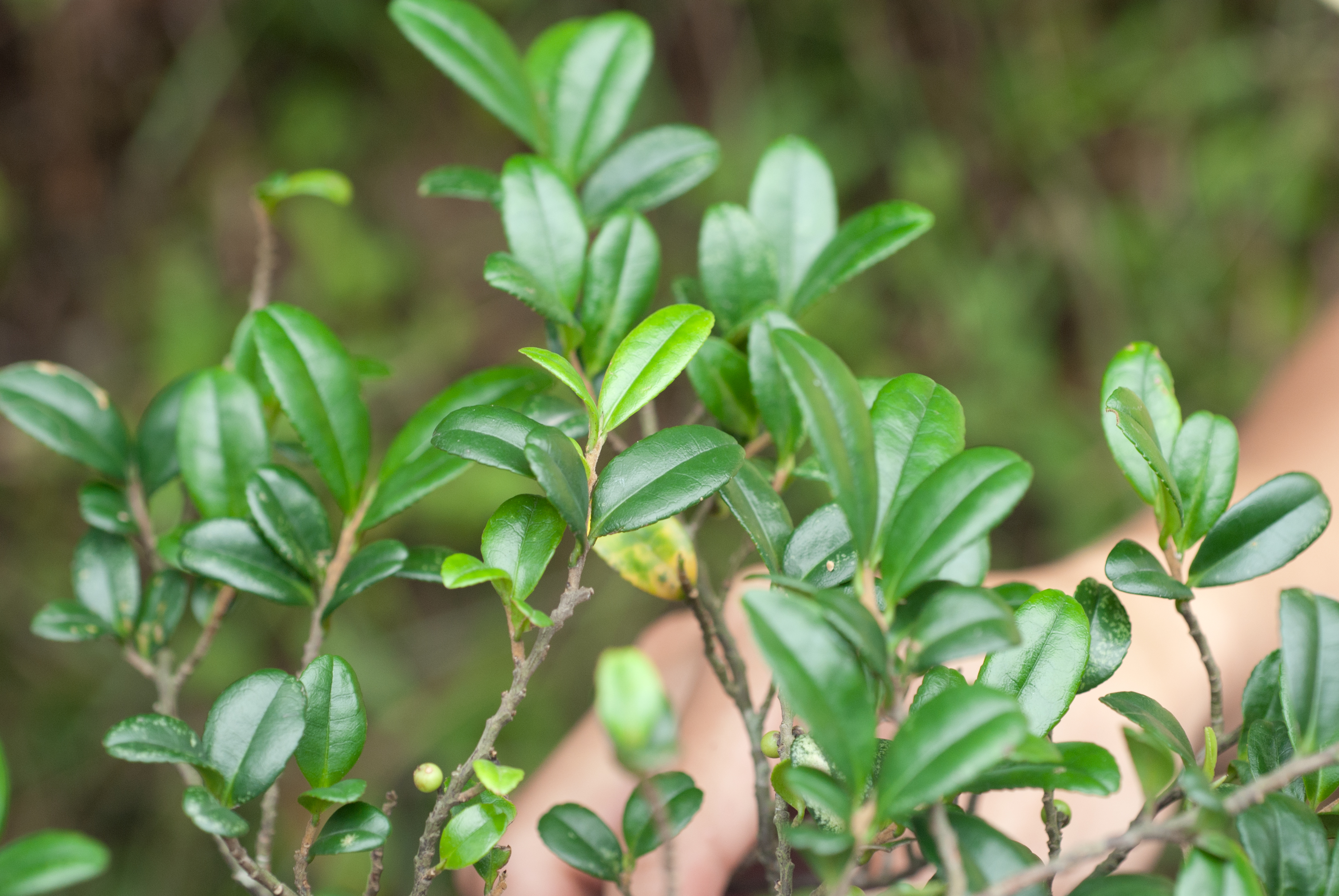
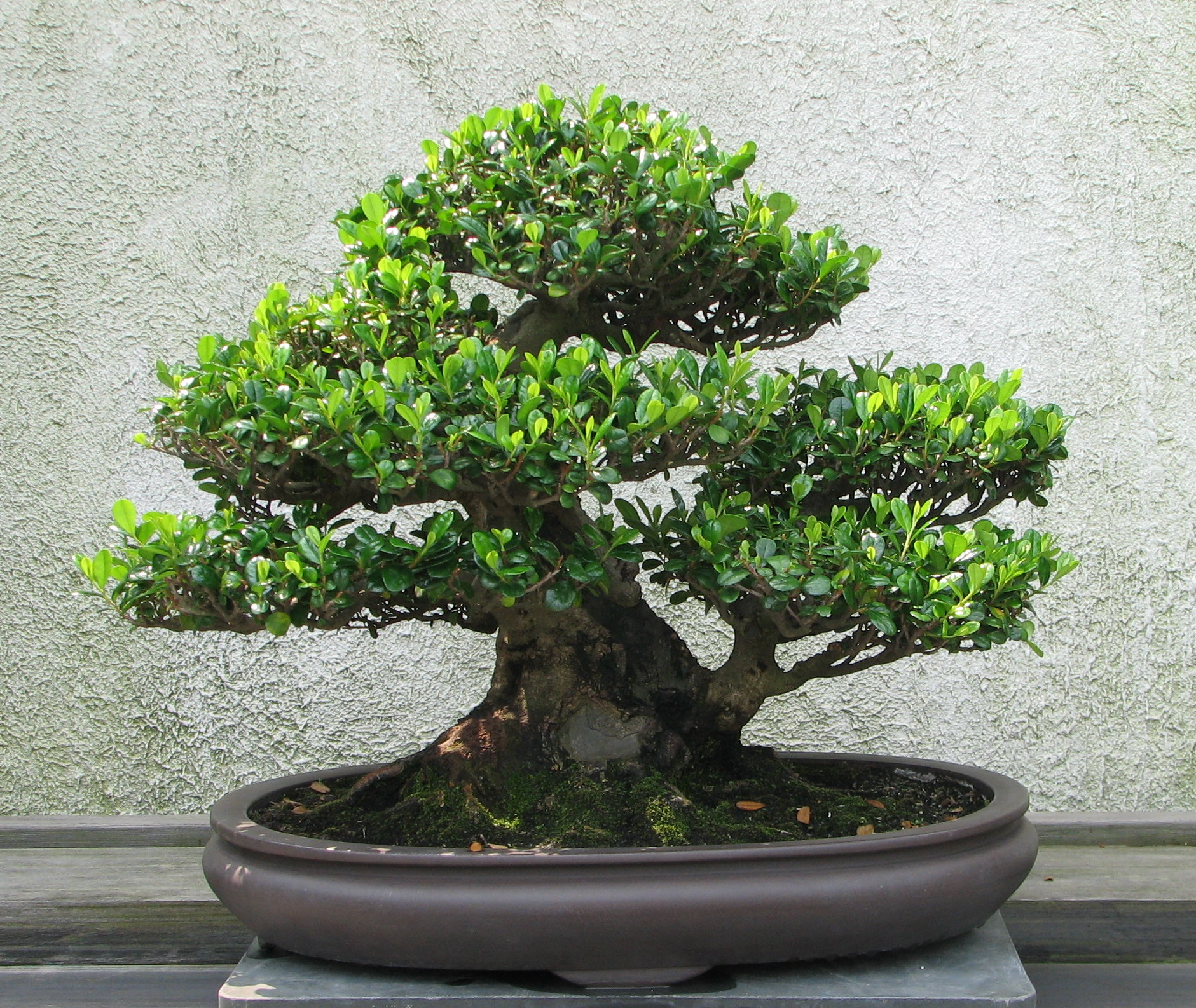